# Job: en elak komedi
Job: en elak komedi (originaltitel Job: A Comedy of Justice) är en roman av författaren Robert Heinlein som gavs ut 1984. Den utkom 1986 i svensk översättning.
Romanen kan inte riktigt klassas som science fiction eller fantasy, utan är en genre för sig.

## Handling
Alex, en kristen politisk aktivist, går på glödande kol för att vinna ett vad under en semesterkryssning. Efter att ha gått över oskadd svimmar han, och då han vaknar upptäcker han att han får mycket mer pengar för att ha vunnit vadet än han skulle, att alla kallar honom Alec och andra märkligheter som att länder har ett annat styrelseskick. Han drar slutsatsen att han hamnat i en parallelldimension, där denne Alec, som var otroligt lik honom, fanns, och att danskan Margrethe, den asatroende uppasserska som är förälskad i Alex, var kär i Alec. Kryssningsfartyget kraschar, och Alex och Margrethe räddas av ett flygplan. Då de aldrig har sett ett sådant förut drar de slutsatsen att de återigen hamnat i en ny dimension. (Det bör noteras att Alex hemdimension inte är vår; det är alltså inte fråga om att hans dimension är normal och de andra konstiga; de är alla lika främmande läsaren.)
De tar jobb som diskare, men byter dimension så ofta att pengarna de tjänar riskerar att bli kvar i den gamla dimensionen eller vara oanvändbara i den nya. Orsaken till dimensions-hoppandet, som inträffar någon gång då och då och alltid när de sover, anser Margrethe vara Loke, medan Alex inte tror på det utan tror att det är djävulen. De har ett förhållande, trots att Alex är gift med en fru från sin hemdimension.
I en dimension går de på ett väckelsemöte, och under det känner Alex hur underbar Gud är. Utan förvarning inträffar då den yttersta dagen, och Alex, som utstått vedermödor men inte förlorat sin tro på Gud, och dessutom gjort sitt bästa för att ge Margrethe en tro på Gud, blir utnämnd till helgon och får privilegier i himlen. Men han saknar Margrethe, som inte är i himlen, så mycket att han frivilligt nerstiger till helvetet. Där får han reda på att hans dimensionsbyten inte var sådana, utan att djävulen helt enkelt ändrade utseendet på omgivningen, och ersatte faktaböcker med nya sådana med andra uppgifter om statsskick. Alla människorna de träffade var också ditplacerade av djävulen.